# Huntingdon (Tennessee)
Huntingdon és una població dels Estats Units a l'estat de Tennessee. Segons el cens del 2000 tenia 4.349 habitants.

## Demografia
Segons el cens del 2000, Huntingdon tenia 4.349 habitants, 1.752 habitatges, i 1.189 famílies. La densitat de població era de 149,7 habitants/km².
Dels 1.752 habitatges en un 30,1% hi vivien nens de menys de 18 anys, en un 51,4% hi vivien parelles casades, en un 14,4% dones solteres, i en un 32,1% no eren unitats familiars. En el 29,5% dels habitatges hi vivien persones soles el 16% de les quals corresponia a persones de 65 anys o més que vivien soles. El nombre mitjà de persones vivint en cada habitatge era de 2,34 i el nombre mitjà de persones que vivien en cada família era de 2,88.
Per edats la població es repartia de la següent manera: un 23,3% tenia menys de 18 anys, un 7,2% entre 18 i 24, un 25,3% entre 25 i 44, un 23,2% de 45 a 60 i un 21% 65 anys o més.
L'edat mediana era de 41 anys. Per cada 100 dones de 18 o més anys hi havia 79,4 homes.
La renda mediana per habitatge era de 27.625 $ i la renda mediana per família de 41.438 $. Els homes tenien una renda mediana de 31.506 $ mentre que les dones 20.081 $. La renda per capita de la població era de 17.296 $. Entorn del 9,3% de les famílies i el 14,3% de la població estaven per davall del llindar de pobresa.

## Poblacions més properes
El següent diagrama mostra les poblacions més properes.